# Motor Music Records
Motor Music Records är ett skivbolag från Tyskland som grundades 1994 och fram till 2004 var en del av till Universal Music Group. Motor Music Records samarbetar bland annat med Dorfdisko, Super 700 och Peter Licht. Bolaget har tidigare samarbetat med bland andra industrimetalbandet Rammstein.